# ヴァヴァウ国際空港
ヴァヴァウ国際空港（英語: Vavaʻu International Airport、(IATA: VAV, ICAO: NFTV)）、またはルペパウ国際空港（英語: Lupepauʻu International Airport）は、トンガ王国ヴァヴァウ諸島にある国際空港。

## 就航航空路線
- Air Fiji（ハアパイ、ニウアフォオウ、ニウアトプタプ、ヌクアロファ）
- Peau Vava'u（ハアパイ、ニウアフォオウ、ヌクアロファ）